# Уокер, Джон (легкоатлет)
Сэр Джон Уокер (англ. John George Walker; род. 12 января 1952, Папакура, Окленд) — новозеландский бегун на средние дистанции, чемпион летних Олимпийских игр 1976 года в беге на 1500 метров. Первый человек пробежавший 1 милю меньше чем за 3 минуты 50 секунд.

## Биография
Уокер стал известен в 1974 году, когда прибежал вслед за Филбертом Бэйи в финальном забеге на 1500 метров на играх Британского Содружества наций 1974 года в Крайстчерче. Это был один из самых впечатляющих финалов в истории бега на 1500 метров: Уокер и Бэйи пробежали быстрее мирового рекорда, а другие участники забега показали четвёртое, пятое и седьмое время в истории. Кроме того, Уокер завоевал бронзовую медаль в беге на 800 метров, показав второе время в истории среди новозеландских бегунов вслед за Питером Снеллом.
12 августа 1975 года побил мировой рекорд в беге на 1 милю (3.49,40) во время соревнований в Гётеборге, побив рекорд Филберта Бэйи, установленный в начале года. Рекорд продержался до 17 июля 1979 года и был побит британским бегуном Себастьяном Коу. В 1976 году, на соревнованиях в Осло, побил мировой рекорд в беге на 2000 метров (4.51,40). Превзойдя прошлое мировое достижение Мишеля Жази почти на 5 секунд, Уокер назвал этот бег лучшим в его карьере. Спустя 9 лет Стив Крэм побил рекорд на соревновании в Будапеште.
На Олимпийских играх 1976 года не смог пройти в полуфинал в беге на 800 метров. Однако Уокер был явным фаворитом в беге на 1500 метров, так как его основной соперник, танзаниец Бэйи, не смог присутствовать на Олимпиаде из-за бойкота африканских стран. На играх Содружества 1982 года в Брисбене выиграл серебряную медаль в беге на 1500 метров, завершив выступление за Стивом Крэмом. Уокер стал участником соревнований в беге на 5000 метров на играх Содружества 1982 года и Олимпийских играх 1984 года, но завоевать медали не смог.
В 1996 году рассказал, что страдает болезнью Паркинсона. Сейчас управляет конным магазином в Окленде вместе со своей женой Хелен. Он был городским советником Манукау, после чего был выбран советником Объединенного совета Окленда. В 2016 году был переизбран на третий срок подряд.

## Результаты

### Соревнования
| Год  | Соревнования            | Город        | Место            | Дистанция   | Результат | Дата                |
| ---- | ----------------------- | ------------ | ---------------- | ----------- | --------- | ------------------- |
| 1974 | Игры Содружества        | Крайстчерч   | III              | 800 метров  | 1.44,92   | 29 января           |
| 1974 | Игры Содружества        | Крайстчерч   | II               | 1500 метров | 3.32,52   | 2 февраля           |
| 1976 | Летние Олимпийские игры | Монреаль     | 3 в 3-м забеге   | 800 метров  | 1.47,63   | 23 июля             |
| 1976 | Летние Олимпийские игры | Монреаль     | I                | 1500 метров | 3.39,17   | 31 июля             |
| 1982 | Игры Содружества        | Брисбен      | II               | 1500 метров | 3.43,11   | 9 октября           |
| 1982 | Игры Содружества        | Брисбен      | DNS              | 5000 метров | —         | 7 октября           |
| 1984 | Летние Олимпийские игры | Лос-Анджелес | 8                | 5000 метров | 13.24,46  | 11 августа          |
| 1986 | Игры Содружества        | Эдинбург     | 5                | 5000 метров | 13.35,34  | 31 июля             |
| 1990 | Игры Содружества        | Окленд       | 13 (8 в 1-м п/ф) | 800 метров  | 1.49,60   | 29 января—1 февраля |
| 1990 | Игры Содружества        | Окленд       | 12               | 1500 метров | 3.53,77   | 3 февраля           |

## Награды
В 1975 году американский спортивный журнал Track & Field News назвал Уокера «Лучшим легкоатлетом мира». В 1990 году введен в Зал славы спорта Новой Зеландии. В 1996 году Международный олимпийский комитет наградил его бронзовым Олимпийским орденом. 1 июня 2009 года был назначен рыцарем-компаньоном ордена Заслуг Новой Зеландии и стал сэром Джоном Уокером.